# Grandwood Park
Grandwood Park – jednostka osadnicza w Stanach Zjednoczonych, w stanie Illinois, w hrabstwie Lake.